# 万山特种车辆
湖北三江航天万山特种车辆有限公司简称万山特车，原为国营万山特种车辆制造厂，是中华人民共和国国有企业，隶属于中国航天三江集团公司，是中国军用特种车辆的重要制造商，同时也生产民用车辆与机械产品。

## 简介
中国于1970年代在湖北建立了从事导弹研发的066基地（中国航天三江集团公司前身），国营万山特种车辆制造厂即为其总装厂，于2002年搬迁至湖北省孝感市，2005年成为国有独资公司。公司占地410万平方米，建筑面积26万平方米，员工中约700人为专业技术人员，有享受国务院特殊津贴专家10人。公司有重型车试验场和试验中心，另有六个研究所。

## 产品

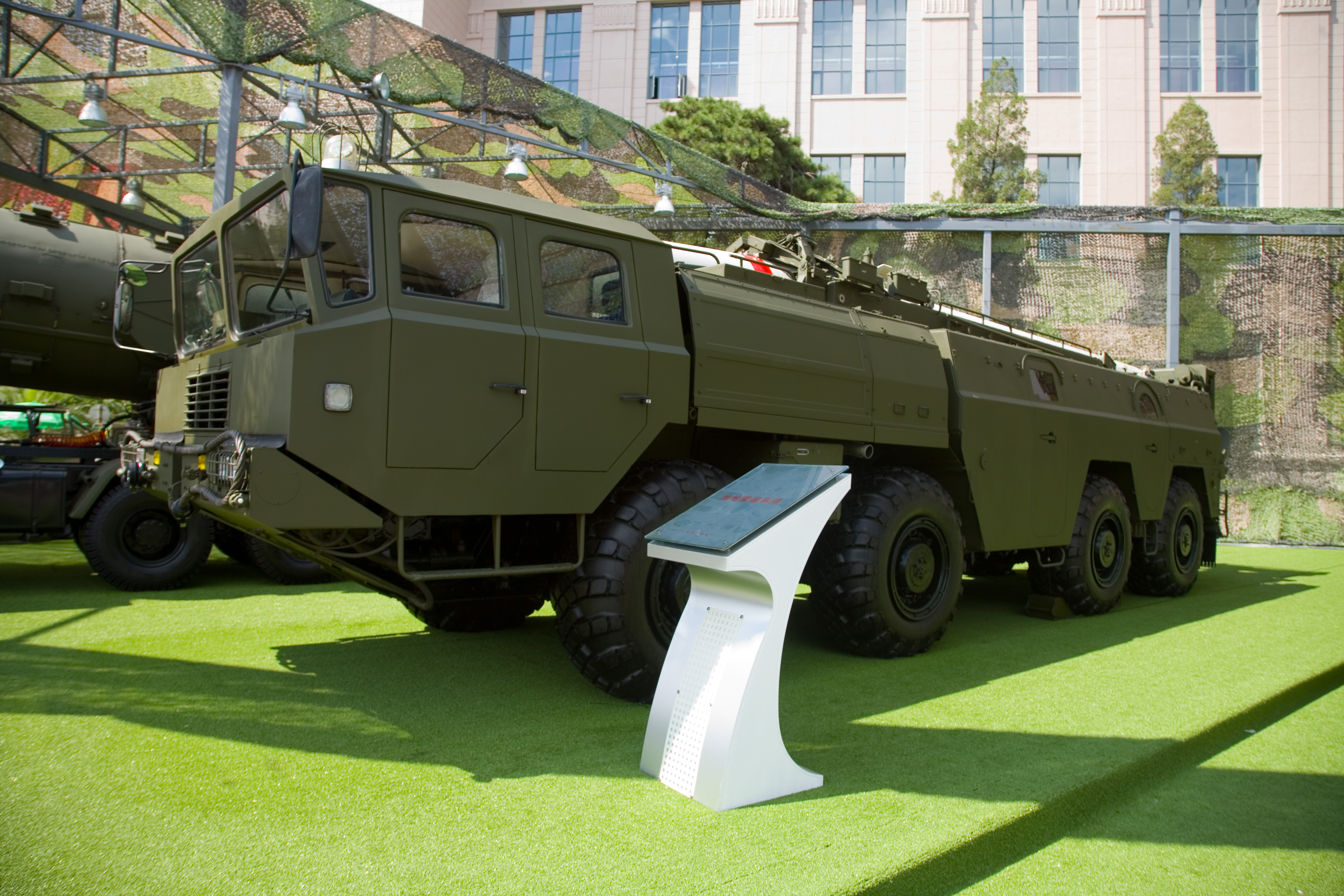
万山飛彈發射車系列(8X8)

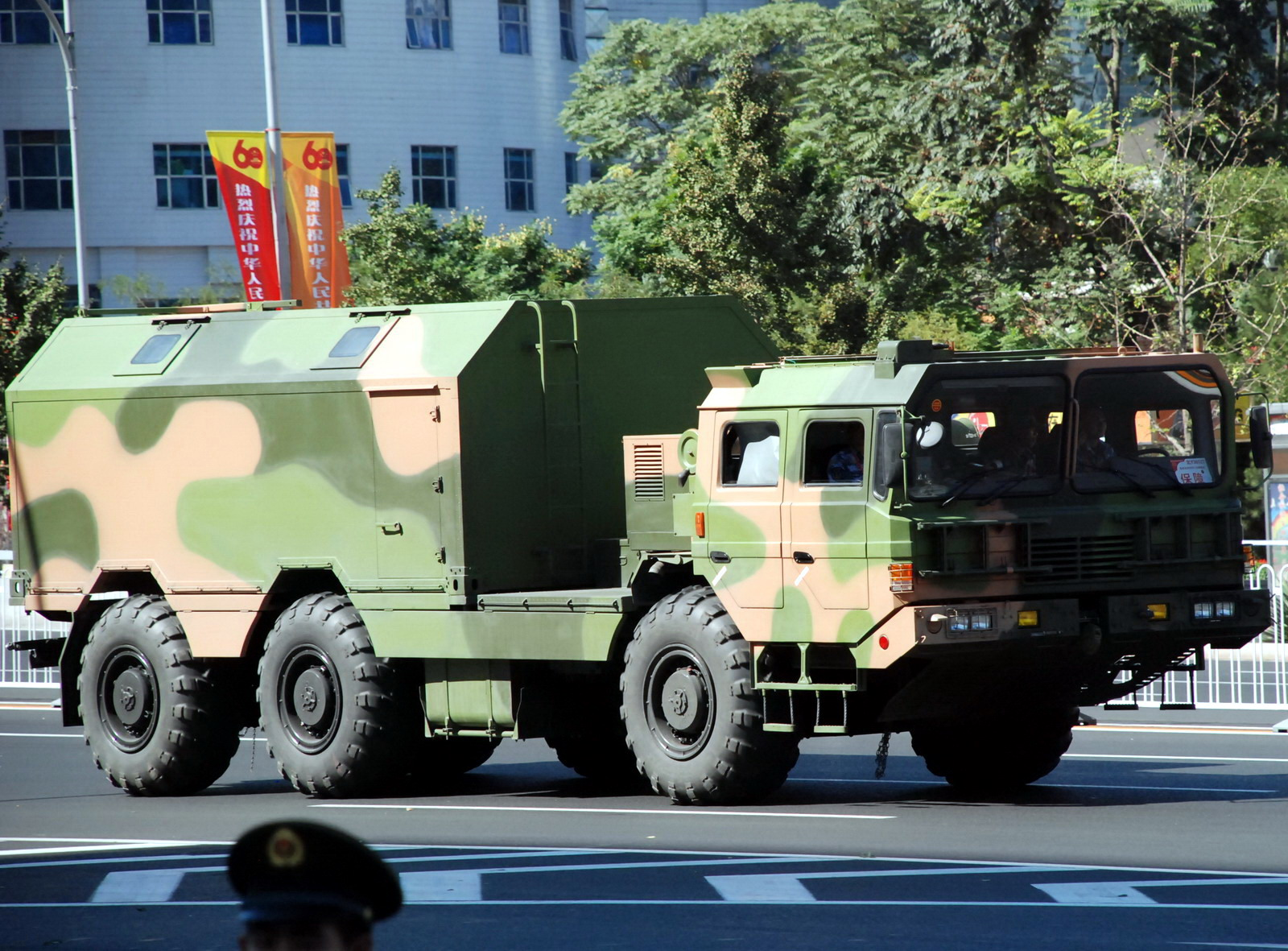
WS2400軍卡

典型产品为重型高机动越野车，被作为导弹和火箭炮发射车使用。其他主要产品还有重型工程运输装备、专用车、底盘、核心汽车零部件。
- WS2180：6X6卡車
- WS2250：8X8加強底盤卡車
- WS2400：也称作WS580，发展自苏联MAZ-543（英语：MAZ-543）（MAZ-7310），8×8底盘，载重20吨，用作东风-11短程弹道导弹的发射车，也是03式火箭炮的用车。
- WS2500：10×8底盘，载重28吨，用作东风-21中程弹道导弹发射车。
- WS51200：16×12底盘。朝鲜于2012年阅兵时展示了大浦洞2号导弹，其导弹发射车被日本媒体广泛推测为此型号。[2]如果中国向朝鲜出口导弹发射车辆，则可能违反了联合国安理会1874号决议，中华人民共和国外交部进行了否认。不过此类大型车辆此前確實兼具军用和民用的用途，日本方面情報部門調查交易內幕，但未能發現軍售的特徵[3]，而公司在官网甚至自称向“某国”以“民贸”的名义出口，還跟技術人員進行了詳細的需求訂製。[4][5][原創研究？]2014年的一份報告總結出，文件顯示朝方企業當時以運木材的交通計畫做偽裝，來向該公司騙取進口6部散件與吊裝配件，因還需要從國內自行完成發射平台的技術整合，故底盤應該由北韓軍隊輾轉至該國江界市附近準備好的工業區，而當地有些建築出現可豎起長柱狀物體的特殊屋頂，推測就是之後用來私下研製最後改裝之用[6]。他們先天的結構不同，也佐證了中方出口產品確實為民用，只有軍用版本的車體才可以承受火箭尾焰的高溫，而朝軍遂將發射架走成分離式設計的思路[7]。
- WS5252：北方工業SH1自走砲的訂製載具
- WS4250：重型牵引车6×6
- WTW250B：平板运输车（10×10）